# オリエンス
オリエンス (Oriens)は、グリモワール『術士アブラメリンの聖なる魔術の書』に登場する悪魔。

## 概要
8人の下位王子（Eight Sub Princes）と総称される有力な悪魔の一人である。また、パイモン、アリトン、アマイモンと共に、四方を司る四大悪魔の一人とされ、東方を支配する。
オリエンスという名前も、ラテン語で「東」を意味する。
魔術師マグレガー・メイザースは『アブラメリンの書』の注釈で、オリエンスにUriensという別綴がある事からラテン語で「燃やす」を意味するuroとの関連を指摘。また、ギリシア語で「広大な」を意味するευρύςに由来するとの異説も紹介している。
またメイザースは同じ注釈で、ラビ（ユダヤ教神学者）はオリエンスを堕天使サマエルと同一視していたという。